# Гаймшу
Гаймшу (нім. Heimschuh) —  громада в окрузі Лайбніц австрійської федеральної землі Штирія.
Гаймшу знаходиться в долині Сульми між двома природними дамбами. На сході гора Зеггау звужує долину, на заході Королівська гора відтісняє Сульму на північ. Долина лежить на висоті приблизно 300 метрів над рівнем моря, а звідти лісисті землі підіймаються до понад 400 метрів на півночі та півдні. Із загальної площі дев'ятнадцяти квадратних кілометрів 47 відсотків використовується для сільського господарства, а 37 відсотків займає ліс.

## Сусідні громади
| Кіцек-ім-Заузаль | Тілльміч     |         |
|                  | Розташування | Лайбніц |
| Гроссклайн       |              | Гамліц  |